# Trung tâm American Airlines
Trung tâm American Airlines (AAC; tiếng Anh: American Airlines Center) là một nhà thi đấu đa năng nằm ở khu vực Victory Park của trung tâm thành phố Dallas, Texas. Đây là sân nhà của Dallas Mavericks thuộc Giải bóng rổ Nhà nghề Mỹ và Dallas Stars thuộc National Hockey League. Nhà thi đấu cũng được sử dụng cho các buổi hòa nhạc và các sự kiện giải trí khác. Nhà thi đấu được khánh thành vào năm 2001 với chi phí xây dựng là 420 triệu đô la.